# Hugo de León
Hugo de León, vollständiger Name Hugo Eduardo de León Rodríguez (* 27. Februar 1958 in Rivera) ist ein ehemaliger uruguayischer Fußballspieler und -trainer, der auch als Politiker tätig ist.

## Karriere

### Verein
Der 1,89 Meter große Innenverteidiger de León gehörte von 1977 bis 1980 dem Kader Nacionals in der Primera División an. Dort wurde er in den Jahren 1977 und 1980 jeweils Uruguayischer Meister. Im Jahr seines zweiten Meistertitels erreichte er mit den Bolsos auch das Finale der Copa Libertadores. Mit de León in den beiden Finalspielen in der Startelf bezwangen die Montevideaner nach einem 0:0 am 30. Juli 1980 und dem 1:0 Rückspielsieg am 6. August jenes Jahres den Internacional Porto Alegre und holten diese Trophäe nach Uruguay. Im Folgejahr wechselte er zum brasilianischen Verein Grêmio Porto Alegre, für den er bis 1984 spielte. Der Brasilianischen Meisterschaft in seinem Debütjahr folgte zwei Jahre später auch dort der Einzug ins Finale um die Copa Libertadores des Jahres 1983. Wieder wirkte er in beiden Finals mit und konnte, nachdem sein Verein insgesamt die Oberhand über Peñarol behielt, zum zweiten Mal diesen Pokalsieg in seiner Erfolgsstatistik verbuchen. Im anschließenden Endspiel um den seinerzeit Toyota-Cup genannten Weltpokal, bezwang er mit seinem Team den als Europapokalsieger den Gegner bildenden Hamburger SV. Einige Monate später zog Gremio erneut ins Finale um die Copa Libertadores des Jahres 1984 ein. De León, der somit zum dritten Mal in diese Endspiele vorstieß, unterlag dieses Mal jedoch mit der Mannschaft gegen den argentinischen Verein CA Independiente. 1985 schloss er sich Corinthians São Paulo an. Im darauffolgenden Jahr wechselte er zum Konkurrenten FC Santos. Es folgte in der Saison 1987/88 eine Station in der spanischen Primera División bei CD Logroñés, wo er 16 Ligaspiele bestritt. Anschließend zog es ihn zurück nach Uruguay. Dort trat er 1988 und 1989 sein zweites äußerst erfolgreiches Engagement bei Nacional an. Mit den Bolsos holte er bei der Copa Libertadores 1988 seinen dritten Titel in diesem Wettbewerb, wobei er in beiden Finalpartien gegen die Newell’s Old Boys in der Startaufstellung stand. Beim anschließenden Weltpokal-Finalsieg am 11. Dezember 1988 in Tokio gegen die PSV Eindhoven führte er die Elf als Kapitän zum Sieg. Nachdem de León Ende Januar bzw. Anfang Februar 1989 bereits in den Finalspielen um die Recopa Sudamericana 1989 beim Anpfiff auf dem Platz stand und somit aktiv zum letztlich erfolgten Titelgewinn im Duell mit dem argentinischen Vertreter Racing Club beitrug, wurde er ebenfalls in den Finals um die Copa Interamericana 1989 von Beginn an eingesetzt. Nacional setzte sich im März 1989 auch dort gegen CD Olimpia durch. Im selben Jahr wechselte er dann auf die andere Seite des Río de la Plata und spielte bis 1990 in Buenos Aires für River Plate. 1990 feierte er dort die bis dato in seiner bereits umfangreichen Titelsammlung noch fehlende argentinische Landesmeisterschaft. Einem erneuten Wechsel nach Brasilien zu Botafogo im Jahre 1991 ließ er eine weitere Karrierestation in Japan bei Toshiba SC (1991–1992) folgen. Seine Karriere beendete er in Uruguay, wo er zum nunmehr dritten Mal bei Nacional unterschrieb und im Jahr 1992 auch seinen dritten Meistertitel in der heimischen Liga gewann. Andere Quellen rechnen ihm diesen letzten Titel jedoch nicht zu.

### Nationalmannschaft
Bereits mit der Junioren-Nationalmannschaft gewann er im Jahre 1977 den Titel bei der Junioren-Fußball-Südamerikameisterschaft (kein Einsatz) und belegte den vierten Platz bei der Junioren-Fußballweltmeisterschaft 1977. De León war auch Mitglied der A-Nationalmannschaft. Er debütierte in der Celeste am 11. Juli 1979. Sein 48. und letztes Länderspiel absolvierte er am 25. Juni 1990. Ein Länderspieltor erzielte er nicht. Bei der Copa América 1979 spielte er sein erstes großes Turnier. Bei der Mundialito zum Jahreswechsel 1980/81 gehörte er ebenfalls dem siegreichen Kader an und wusste zu überzeugen. Dennoch fand der offen der politischen Linken verbundene de León während der seinerzeit in Uruguay herrschenden zivil-militärischen Diktatur unter dem neuen, linientreuen Nationaltrainer Omar Borrás keine Berücksichtigung für die folgenden Turniere. Nachdem sich jedoch die politische Lage und auch die personelle Besetzung des Nationaltrainerpostens änderten, gehörte er später dem uruguayischen Aufgebot bei der Copa América 1989 an, die Uruguay als Zweitplatzierter beendete. De León nahm auch an der Weltmeisterschaft 1990 teil, bei der er in allen drei Gruppenspielen und bei der Achtelfinalniederlage gegen Italien zum Einsatz kam.

## Trainertätigkeit
Nach seiner aktiven Karriere wirkte De León auch als Trainer. In dieser Funktion gewann er ebenfalls mit Nacional drei uruguayische Landesmeisterschaften in den Jahren 1998, 2000 und 2001. Bei den Bolsos hatte er das Traineramt in einer ersten Etappe von 1998 bei 2001 und bei einem weiteren Engagement im Jahr 2004 inne.

## Erfolge

### Als Spieler
- Mundialito: 1980/81
- Junioren-Südamerikameister: 1977
- Weltpokal: 1983, 1988
- Copa Libertadores: 1980, 1983, 1988
- Copa Interamericana: 1989
- Recopa Sudamericana: 1989
- Uruguayischer Meister: 1977, 1980, 1992
- Campeonato Brasileiro de Futebol: 1981
- Argentinischer Meister: 1990

### Als Trainer
- Uruguayischer Meister: 1998, 2000, 2001

## Politische Ambitionen
Nachdem der mittlerweile als Unternehmer tätige de León, Vater zweier Töchter, sich bereits im Vorfeld der internen Wahlen des Jahres 2009 für die Partido Colorado als Kämpfer engagierte, trat er bei den Präsidentschafts- und Parlamentswahlen desselben Jahres schließlich als Kandidat für das Vizepräsidentenamt des Präsidentschaftskandidaten Pedro Bordaberry an.